# Federazione di hockey su ghiaccio della Mongolia
La Federazione mongola di hockey su ghiaccio è un'organizzazione fondata per governare la pratica dell'hockey su ghiaccio in Mongolia.
Ha aderito all'International Ice Hockey Federation il 15 maggio 1999.